# 钱用和
钱用和（1897年9月24日—1990年），又名禄园，字韵荷，号幸吾，女，江苏常熟人，中华民国政治人物。

## 家庭
父亲钱寿琛。弟钱昌祚、钱卓升。